# مجبور (فلم 1974)
مجبور (بالعربية: مجبر) هو فيلم إثارة هندي إنتاج عام 1974 من إخراج رافي تاندون ومن تأليف سليم-جافيد، مستوحى بشكل فضفاض من فيلمين أمريكيين عام 1970 - زيغ زاغ وكولد سويت، يحكي قصة رجل مصاب بمرض عضال يقرر أن يورط نفسه في جريمة قتل لم يرتكبها، على أمل أن تحصل عائلته على مكافأة مالية ضخمة، الفيلم من بطولة مجموعة من الممثلين هم أميتاب باتشان، بارفين بابي، بران، فريدة جلال، سولوشانا لاتكار، دي كيه سابرو، افتخار، ساتين كابو ورحمن. وتم تأليف الموسيقى من قبل لاكسميكانت بياريلال. إصدار الفيلم في الهند في 6 ديسمبر 1974، حقق الفيلم نجاحًا كبيرًا في شباك التذاكر، أعيد إنتاج الفيلم لاحقًا باللغة التيلجو بواسطة المخرج ك. راغافيندرا راو باسم راجا (1976) بطولة شوبان بابو وجاياسودها. وأعيد إنتاجه أيضًا باللغة التاميلية باسم نان فازهافايبن (1979) مع سيفاجي غانيسان وك. ر. فيجايا وباللغة المالايالامية باسم إي كيكاليل (1986). كان الفيلم أيضًا مصدر إلهام لفيلم جيمي لعام 2008.
في البداية عرض ثنائي سليم جافيد قصة فيلم مجبور على المخرج راميش سيبي الذي أعجب به ولكنه أراد صنع فيلم أضخم، لذلك تم الاتفاق رافي تاندون للأشراف على اخراج فيلم مجبور فيما أخرج راميش سيبي لاحقًا فيلم الشعلة.

## ملخص الفيلم
رافي خانا (أميتاب باتشان) رجل يعمل وكيل سفريات يعيش في سعادة مع والدته الأرملة (سولوتشانا لاتكار) وشقيقته المقعدة رينو (فريدة جلال) وشقيقه الأصغر بيلو (ألانكار جوشي). ومن المقرر أيضًا أن يتزوج من صديقته نيلا (بارفين بابي)، وهي الابنة الوحيدة لرجل ثري هو السيد راجفانش (د. ك. سابرو). وفي إحدى الليالي يزور أحد العملاء الأثرياء، وهو سوريندرا سينها (رحمان)، مكتب رافي لاستلام تذاكر الطيران التي تم حجزها له. يلاحظ رافي خاتمًا كبيرًا من الزمرد في إصبع سوريندرا الذي يعرض عليه أيضًا توصيله بسيارته لأن السماء تمطر بغزارة. في وقت لاحق يعلم رافي من الشرطة أن سوريندرا قد اختطف على ما يبدو في نفس الليلة، وأن الخاطفين طلبوا فدية قدرها 5 آلاف روبية لشقيق سوريندرا الأصغر، ناريندرا سينها (ساتين كابو). وافق ناريندرا على دفع الفدية لإنقاذ أخيه، ولكن لم ترد أي أخبار عن سوريندرا مرة أخرى. بعد مرور ستة أشهر يكتشف مفتش إدارة البحث الجنائي خورانا (افتخار) والمفتش كولكارني (جاغديش راج) بشكل صادم جثة سوريندرا في أحد البالوعات، ويزوران مكتب رافي للتحقيق معه بشأن جريمة القتل. يشعر رافي بالتوتر تجاه خورانا وكولكارني الذي يبدي اهتمامًا شديدًا به لأنه آخر شخص معروف التقى سوريندرا. يعتقد أن لديه حجة غياب ويطلب المشورة القانونية من صديقه المحامي راني (شيف كومار)، لكونه رجل بسيط لديه عائلة يجب أن يعتني بها، ولا يريد التورط في شئ مع الشرطة والقضاء.
يبدو أن الإجهاد يسبب العديد من نوبات الصداع لرافي. يأخذ الأمر على محمل الجد ليزور الدكتور شاه (ساجان) ويخضع لأشعة سينية على دماغه. وكان التشخيص الصادم هو أن رافي مصاب بورم ويحتاج إلى استئصاله من خلال عملية جراحية في الدماغ، وإن لم يحدث ذلك فسوف يتسبب ذلك في وفاته في غضون ستة أشهر. يخبر الدكتور شاه إن العملية إما أن تشفيه تمامًا أو قد تؤدي إلى آثار جانبية غير مقصودة من العمى إلى المرض العقلي إلى الشلل. يتحطم رافي بسبب كثرة المسؤوليات الملقاة على عاتق والدته وأخته وأخيه، ويشعر أنه لا يحق له أن يموت أو يصبح عبئًا عليهم. ونتيجة لذلك، يرحل رافي دون أن يتخذ قرارًا عندما يكون الخياران الموت أو حياة أسوأ من الموت. وفي الوقت نفسه يتلقى خبرًا مثيرًا للاهتمام عن إعلان ناريندرا عن مكافأة سخية قدرها 5 آلاف روبية (كان مستعدًا لدفعها لخاطفي أخيه) للشخص الذي سيساعده في القبض على قاتل أخيه سوريندرا. وفي محاولة لتحسين ظروف أسرته المالية من بعده، يخطط رافي لتلفيق تهمة قتل سوريندرا لنفسه وجمع مبلغ المكافأة لأسرته، معتقدًا أنه ليس لديه ما يخسره وأنه سيموت بعد ستة أشهر. يتصل هاتفياً بخورانا وكولكارني في مركز الشرطة كمخبر مجهول عن مقتل سوريندرا، الذي يعلن أن رافي هو الجاني ويأمر الشرطة بإيداع المال لدى محاميه راني.
ويوافق ناريندرا اليائس على دفع المكافأة بعد أن يبلغه خورانا بالمكالمة الهاتفية المجهولة. في هذه الأثناء يرسل رافي أيضًا رسالة مجهولة المصدر إلى مكتب راني ويطلب منه فتح الرسالة واتباع تعليماتها فقط بعد أن تصدر المحكمة حكمها على قاتل سوريندرا. كما أنه يزرع أدلة ظرفية (قميصه المحترق وأعقاب السجائر وقطع من الحبل وقضيب حديدي عليه بصماته) لإثبات أن رافي اختطف سوريندرا وأحضره إلى مكان معزول ثم قتله بقضيب حديدي. واستنادًا إلى المعلومات الواردة، يستعيد خورانا وكولكارني الأدلة ويعتقلان رافي الذي يعترف في المحكمة بأنه اختطف سوريندرا مقابل فدية قدرها 5 آلاف روبية وأوثقه في المكان المعزول وعندما حاول سوريندرا الهرب، قتله بالخطأ وألقى بجثته. نتيجة لذلك حكمت المحكمة على رافي بالإعدام، مما أدى إلى انهيار أسرته ووالدته نيلا وأخوته. وتتوسلان إلى ناريندرا طلبًا للعفو عنه دون جدوى، يعاني رافي من نوبة صداع أخرى في السجن، وينقله خورانا وكولكارني إلى المستشفى، حيث ومن قبيل المصادفة يكون الدكتور شاه هو من يفحصه. وإدراكًا منه لتاريخ رافي الطبي، لا يضيع الدكتور شاه أي وقت في إدخاله إلى غرفة العمليات، ويخضع رافي بأعجوبة لعملية جراحية ناجحة في المخ دون أي آثار جانبية، ولكن بعد فوات الأوان الآن حيث أن رافي مجرم مدان بجرائم الخطف والفدية والقتل.
بعد مرور شهرين، يستدعي رافي نيلا وراني للاجتماع في المستشفى ويعترف ببراءته، لكن راني يصرح بأنه لا يوجد مخرج الآن وأنه سيحتاج إلى أدلة جديدة لإعادة فتح القضية. وفي محاولة منه لإنقاذ نفسه من الإعدام، يهرب رافي من المستشفى بحثًا عن القاتل الحقيقي تساعده نيلا. يهرب الاثنان إلى أحد الفنادق بحثًا عن الأمان، حيث يلتقي رافي برجل يدعى ماهيبات راي (مادان بوري)، الذي لديه صديقة على الرغم من زواجه من زوجة مليونيرة تدعى سولاكشانا (لاليتا كوماري). يلاحظ رافي أن ماهيبات يرتدي بشكل صادم نفس الخاتم الذي لاحظه في إصبع سوريندرا. بعد استجوابه من قبل رافي، يكشف ماهيبات أن صاحب متجر تحف فنية يدعى براكاش (ماك موهان) باعه الخاتم. وبمساعدة براكاش يتتبع رافي مصدر الخاتم إلى مايكل دي سوزا (بران)، وهو لص محترف اشترى براكاش الخاتم منه. يلتقي رافي بمايكل ويواجهه بشأن خاتم سوريندرا، عندما يعترف مايكل بسرقة الخاتم ويدعي أنه الشاهد الوحيد على مقتل سوريندرا. في تلك الليلة الممطرة، أوقف مايكل سيارة بها سائق ورجل آخر نائم في المقعد الخلفي، وهدد السائق تحت تهديد السلاح. ادعى السائق أن الرجل النائم هو صديقه المريض وأنه سينقله إلى المستشفى. وبما أنه لم يكن لديه ما يعطيه، نزع السائق الخاتم من إصبع الرجل النائم وسلمه لمايكل. فهم رافي أن الرجل النائم هو سوريندرا وكان ميتاً بالفعل، وأن السائق هو قاتله. وفي مقابل تعقب قاتل سوريندرا الحقيقي، يعرض رافي على مايكل مكافأة قدرها 5 آلاف روبية بالإضافة إلى خاتم سوريندرا.
ومع ذلك ينصح براكاش مايكل بخيانة رافي والذهاب لعقد صفقة مع ناريندرا الذي سيعطيه 5 آلاف روبية مقابل معلومات عن القاتل. يذهب مايكل إلى منزل سوريندرا لمقابلته للحصول على نفس المبلغ، لكنه يُصدم عندما يتعرف على ناريندرا باعتباره سائق السيارة الذي سرق منه خاتم سوريندرا. وإذ لا يرى ناريندرا مخرجًا آخر، يعترف بأن زوجة سوريندرا، منى (أشو)، كانت على علاقة خارج إطار الزواج معه، وهو ما اكتشفه سوريندرا في الليلة الممطرة وطرد ناريندرا من المنزل. كما زعم أيضًا أن ناريندرا هو شقيقه بالتبني، لكن ناريندرا الغاضب انتقم على الفور بتحطيم زجاجة على رأس سوريندرا، مما أدى إلى مقتله على الفور بسبب إصابات في الرأس. ثم قام ناريندرا بإلقاء جثة سوريندرا الميت في المزراب، وزيف عملية اختطافه وطلب فدية، وأعلن عن مكافأة قدرها 5 آلاف روبية للتغطية على جريمته. بعد أن علم مايكل بذلك، يوافق مايكل على تسليم رافي إلى ناريندرا مقابل 7.5 مليون روبية. ويأمر مايكل كلاً من رافي وناريندرا بالوصول إلى كوخ معزول في نفس الوقت، حيث سيجد رافي قاتل سوريندرا الحقيقي، وسيجد ناريندرا رافي. يشعر مايكل بالحيرة لأنه يدرك أن رافي لم يقتل سوريندرا أبدًا، ومع ذلك اعترف بالجريمة في المحكمة.
في محاولة منه لمعرفة حقيقة تصرف رافي الغريب، يزور مايكل منزل رافي ليدرك أن رافي تبني جريمة القتل فقط لإعالة أسرته، ويتعهد أن يعوده إليهم. وفي وقت لاحق يلتقي مايكل بنارندرا في المكان الذي استدعاه فيه هو ورافي. عندما يصل رافي ونيلا إلى هناك، يشعران بالرعب عندما يشاهدان ناريندرا يطلق ثلاث رصاصات في بطن مايكل، مدركين بالفعل أنه سيكشف حقيقة جريمته. في هذه اللحظة يعلم رافي أن قاتل سوريندرا ليس سوى ناريندرا، شقيق سوريندرا نفسه. ينطلق رافي في رحلة يائسة لإحضار طبيب في الوقت المناسب، بينما يحتجز مايكل المصاب بجروح خطيرة ناريندرا تحت تهديد السلاح مع نيلا أثناء ذلك الوقت. وبينما كان رافي عائداً مع الطبيب، يكتشف كولكارني والشرطة سيارته ويلاحقون رافي إلى مسرح الجريمة. ومع تدهور الحالة الصحية لمايكل، يحاول ناريندرا الهرب، لكن رافي يظهر في الوقت المناسب ويلقي القبض عليه، يدلي مايكل بشهادته لكولكارني حول براءة رافي وبأن ناريندرا هو قاتل سوريندرا، ويموت في النهاية بين ذراعي رافي، نتيجة لذلك يلقي كولكارني والشرطة القبض على ناريندرا بتهمة قتل كل من سوريندرا ومايكل، ويبرئ رافي من تهمة قتل سوريندرا. وينتهي الفيلم بجنازة مايكل عندما يتم التذكير بقسمه لم شمل رافي بعائلته.

## طاقم التمثيل
- أميتاب باتشان في دور رافي خانا
- بارفين بابي في دور نيلا راجفانش
- بران في دور مايكل ديسوزا
- فريدة جلال في دور رينو خانا (أخت رافي)
- سولوشانا لاتكار في دور السيدة خانا (والدة رافي)
- افتخار في دور مفتش إدارة البحث الجنائي كورانا
- د. ك. سابرو في دور السيد راجفانش (والد نيلا)
- ساتين كابو في دور ناريندرا سينها
- رحمن في دور سوريندرا سينها
- أشو في دور منى سينها (أرملة سوريندرا)
- ماك موهان في دور براكاش (صديق مايكل)
- ساجان في دور دكتور شاه (طبيب رافي)
- مادان بوري في دور ماهيبات راي
- ألانكار جوشي في دور بيلو خانا (الأخ الأصغر لرافي)
- جاغديش راج في دور المفتش كولكارني (مساعد كورانا)
- شيف كومار في دور المحامي راني (صديق رافي)
- سودهير في دور شارما (زميل رافي)
- ك. إن. سينغ في دور المدعي العام (ظهور خاص)
- مراد في دور قاضي المحكمة العليا (ظهور خاص)
- لاليتا كوماري في دور سولاكشانا راي (زوجة ماهيبات)
- سابينا في دور مادو (صديقة ماهيبات)
- أنوب كومار في دور المسافر الجوي الخائف

## الموسيقى الغنائية
جميع كلمات الأغاني كتبها أناند باكشي
| #  | عنوان                              | المدة |
| -- | ---------------------------------- | ----- |
| 1. | "Aadmi Jo Kehta Hai"               |       |
| 2. | "Dekh Sakta Hoon" (Male Version)   |       |
| 3. | "Roothe Rab Ko Manana Aasan Hai"   |       |
| 4. | "Daroo Ki Botal Mein"              |       |
| 5. | "Dekh Sakta Hoon" (Female Version) |       |

## الجوائز والترشيحات
حفل توزيع جوائز فيلم فير الثالث والعشرون:
ترشبحات
- أفضل ممثل مساعد – بران
- أفضل ممثلة مساعدة – فريدة جلال

## روابط خارجية
- مجبور  في قاعدة بيانات الأفلام على الإنترنت (بالإنجليزية)